# Irish Institute of Hellenic Studies at Athens
Das Irish Institute of Hellenic Studies at Athens (irisch Institiúid Éireannach san Ataen don Léann Heilléanach, griechisch Ιρλανδικό Ινστιτούτο Ελληνικών Σπουδών στην Αθήνα, kurz IIHSA)  ist eines von 17 ausländischen archäologischen Instituten in Griechenland, die alle ihren Hauptsitz in Athen haben.
Das Institut wurde 1995 als gemeinnützige Gesellschaft mit beschränkter Haftung gegründet und 1997 vom griechischen Kultusministerium in den Rang einer „Archäologischen Schule“ erhoben. Träger sind das University College Cork, die National University of Ireland, Galway, das University College Dublin, die National University of Ireland, Maynooth, und das Trinity College Dublin. Geleitet wird das Institut derzeit von Joanne Murphy.
Die Aufgabe des Instituts ist es, das gegenseitige Kulturverständnis Griechenlands und Irlands in allen Belangen zu verbessern. Diesem Ziel dienen Lesungen, Konzerte, Ausstellungen, Kongresse und andere Veranstaltungen mit interkulturellem Charakter. Darüber hinaus stellt das Institut dauerhaft Büros und Mitarbeiter in Athen bereit. Des Weiteren gehört es zu seinen Aufgaben, Forschungs- und Studienprogramme, Publikationstätigkeiten und archäologische Feldarbeit in Griechenland zu fördern und zu entwickeln.
Die archäologischen Forschungen konzentrieren sich auf ländliche Kultur und Landschaftskunde sowie Philosophie im antiken Griechenland. Aktiv führt es einen Survey in Kefalonia, speziell in Livathos, sowie Ausgrabungen im ostkretischen Priniatikos Pyrgos durch. Forschungen zur antiken Philosophie Griechenlands finden im Rahmen des Projekts Platoniker in Athen statt.